# El Filete
El Filete är en ort i Mexiko.   Den ligger i kommunen Tezonapa och delstaten Veracruz, i den sydöstra delen av landet, 270 km öster om huvudstaden Mexico City. El Filete ligger 947 meter över havet och antalet invånare är 105.
Terrängen runt El Filete är huvudsakligen lite bergig. El Filete ligger uppe på en höjd. Runt El Filete är det ganska tätbefolkat, med 100 invånare per kvadratkilometer. Närmaste större samhälle är Cosolapa, 6,9 km öster om El Filete. Trakten runt El Filete består till största delen av jordbruksmark.